# Ivy Ling Po
Huang Yuet-chu (nacida el 16 de noviembre de 1939), conocida profesionalmente por su nombre artístico Ivy Ling Po, es una actriz y cantante de ópera china retirada de Hong Kong. Alcanzó gran fama en la década de 1960 por sus papeles en varias películas populares de ópera Huangmei, entre las que destaca The Love Eterne (1963), que la lanzó al estrellato en toda Asia. Su papel en la película se considera una de las definitorias del género y consolidó su estatus de icono cultural.
Ling Po actuó inicialmente en películas Amoy Hokkien con el nombre artístico de Xiaojuan (en chino, 小娟; pe̍h-ōe-jī, Sió-koan), y después apareció en películas cantonesas con el nombre artístico de Shen Yan (en chino, 沈雁; jyutping, Sam2 Ngaan6), antes de unirse al Shaw Brothers Studio para actuar en películas en mandarín como (Ivy) Ling Po (en chino, 凌波; pinyin, Líng Bō).

## Primeros años
Huang Yu-Chun nació el 16 de noviembre de 1939 en Shantou, Cantón. De pequeña, fue vendida a una familia de Xiamen, donde adoptó el nombre de Jun Haitang (en chino, 君海棠; pe̍h-ōe-jī, Kun Hái-tông) y trabajó como empleada doméstica. A lo largo de su vida recibiría muchos nombres. Tras alcanzar la preadolescencia, su madre adoptiva la obligó a entrar en la industria cinematográfica de Hong Kong para explotarla. Ling Po afirmó que no tuvo infancia y que su madre adoptiva la regañaba y castigaba físicamente a menudo. Antes de que Ling Po cumpliera 18 años, su madre adoptiva la vendió al empresario filipino-chino Shi Weixiong. Ling Po tuvo un hijo con él, Shi Yonghui.[cita requerida]
En 1957, Shi Weixiong financió la creación de la Huasha Film Company [cita requerida] , especializada en la producción de películas en mandarín. Wu Baoxi, junto con Ling Po, que figuraba como Xiao Juan y protagonizaba la mayoría de las producciones de Huasha, actuó como productor. No fue hasta el rodaje de The Love Enterne[cita requerida] cuando Ling Po, que no estaba dispuesta a seguir la disposición de su madre adoptiva de asistir a la cena de Shi Weixiong, se trasladó a la residencia de Shaw con la protección y el apoyo del director Li Hanxiang, lo que le permitió romper con el control de sus padres adoptivos.

## Carrera

### Década de 1950 – década de 1960
Ivy Ling Po residió en Xiamen antes de trasladarse a Hong Kong. Su primera aparición en la pantalla fue en la película de Ha-Yuen Love of Young People (1951) a la edad de doce años, bajo el nombre de Xiao Juan.[cita requerida] Además de aparecer en más de 50 películas en hokkien, fue dobladora para otras compañías cinematográficas, en particular de óperas Huangmei para Shaw Brothers.
Mientras Ling Po doblaba la ópera de Shaw Brothers Dream of the Red Chamber, llamó la atención de Li Han-hsiang, quien la eligió para el papel de Liang Shanbo en The Love Eterne (Liang Shanbo yu Zhu Yingtai, también conocida como Liang Zhu o The Butterfly Lovers) en 1962 con Betty Loh Ti. Los jueces de la segunda edición de los Premios Caballo de Oro quedaron tan impresionados por su actuación que crearon un premio especial para ella, citando su actuación sobresaliente. En 1963, una aparición publicitaria paralizó el tráfico en Taipéi, ya que miles de mujeres acudieron a ver a Ivy Ling Po.
En 1964, Ling Po recibió el codiciado título de Asian Movie Queen, al ganar el premio a la Mejor Actriz en el 11.º Festival de Cine Asiático por su interpretación en Lady General Hua Mulan. Al año siguiente, ganaría el premio al Talento Más Versatil en el 12th Asian Film Festival, por su papel de joven príncipe en The Grand Substitution y de erudita en The Mermaid.[cita requerida]
Se convirtió en la figura principal del género de la ópera Huangmei y normalmente se la elegía para papeles masculinos. Todos los años, sin falta, Ling Po aparecía en las listas de las diez mejores estrellas de Hong Kong, según encuestas realizadas por revistas y periódicos.[cita requerida]
Para evitar que la encasillaran, se presentó a varias audiciones, tanto en el género wuxia como en el contemporáneo. Por interpretar a la malograda esposa de Kwan Shan en Too Late for Love, una de sus películas contemporáneas, ganó el premio Golden Horse a la mejor actriz.[cita requerida]

### Década de 1970 – década de 1980
En 1975, Ivy Ling Po ganó el Golden Horse Award for Best Supporting Actress por su papel de emperatriz olvidada en The Empress Dowager, de Li Han-hsiang, a pesar de su escaso tiempo en pantalla. Tras finalizar su contrato con Shaw Brothers Studio en 1975, apareció en otras películas y series de televisión con su marido. Ganó otro Caballo de Oro a la mejor actriz por My Father, My Husband, My Son, en la que pasaba de adolescente a anciana. Su última aparición en la pantalla fue en la película Golden Swallow (1987), en la que interpretaba a una bruja malvada. Después de la película se retiró y emigró con su esposo, Chin Han, y sus tres hijos a Toronto, Ontario, Canadá, en 1989.[cita requerida]

### Década de 2000
Ivy Ling Po tuvo un resurgimiento en su carrera en 2002, cuando se asoció con otra veterana actriz de Shaw, Hu Chin, para poner en escena Butterfly Lovers. Dos miembros del reparto original, Li Kun y Jen Chieh, recrearon sus respectivos papeles. Con esta versión teatral de su película más emblemática, Ivy realizó numerosas giras por Malasia, Singapur, Taiwán y Estados Unidos. Esta versión teatral tuvo éxito, e Ivy Po la volvió a representar dos años después en Taiwán. Rock Records publicó en 2003 un doble DVD.
Ivy Ling Po ha ofrecido numerosos conciertos en Taiwán, Estados Unidos y Malasia. Sus dos conciertos en Genting Malasia en 2005 incluyeron a Hu Chin, Chin Hsiang Lin y Yueh Hua.
En 2006, Ivy Ling Po regresó al Hong Kong Coliseum como parte de un gran grupo de cantantes para el concierto Everlasting Golden Hits. Cantó sus canciones favoritas de The Love Eterne, incluso a dúo con Lisa Wang, que interpretó el papel de Zhu Yingtai. También interpretó su versión de "Jiao Dao" de The Crimson Palm. Kinston Entertainment editó en Hong Kong una serie de tres CD, y unos meses más tarde un DVD/VCD.
En abril de 2004, Ivy Ling Po fue una de las primeras celebridades de Hong Kong invitadas a inaugurar la Avenida de las Estrellas en Tsim Sha Tsui. Las huellas de sus manos y su firma están expuestas en un lugar destacado. En enero de 2006, Ivy Ling Po recibió el Premio WIFTI-HK a la Trayectoria Profesional, con el reestreno y proyección de la película remasterizada The 14 Amazons en el Hong Kong Visual Arts Centre. En octubre de 2006, Ivy Ling Po, Hu Chin y Xie Lei actuaron en el Star City de Sídney, Australia. Ivy Ling Po fue también la estrella invitada especial en el concierto Frances Yip S.U.C.C.E.S.S., celebrado en el Queen Elizabeth Theatre de Vancouver el 30 de octubre de 2006.

## Premios
- Special Award : Outstanding Performance (2nd Golden Horse Awards) – Love Eterne (1963)
- Best Actress (11th Asian Film Festival, 1964) – Lady General Hua Mulan (1964)
- Most Versatile Talent (12th Asian Film Festival, 1965) – The Mermaid (1965) ￼
- Best Actress (6th Golden Horse Awards, 30 October 68) – Too Late for Love (1966)
- Best Actress (20th Asian Film Festival, 15 June 74) – Father, Husband, Son
- Best Supporting Actress (Asian Film Festival) – Empress Dowager (1975)
- WIFTI-HK Professional Achievement Award (2006) presented during RR of 14 Amazons in HK.

## Filmografía
Títulos y fechas de estreno por cortesía de Hong Kong Film Archive.
- - R = remasterizada y editada en DVD
  - R = estrenada sin remasterizar, probablemente con una relación de aspecto incorrecta.

### Películas en Amoy (Hokkien)
- Love of Young People – 1951
- Judge Bao Judges Yueying – 20 de noviembre de 1955
- The Phoenix's Flirtation With Twin Dragons (Meng Lijun, The Sequel) – 25 de noviembre de 1955
- Meng Jiangnu's Wail Shattered The Great Wall – 6 de julio de 1955
- Meng Lijun (A Reborn Love) – 26 de agosto de 1955
- The Cowherd and the Weaving Girl – 8 de septiembre de 1955
- The Story of Third Madam Li – 12 de mayo de 1955
- Liang Shanbo & Zhu Yingtai – 3 de agosto de 1955
- Xuemei Teaches Her Son – 15 de septiembre de 1955
- Chen Shimei Denies His Wife – 20 de septiembre de 1955
- Love's Obligation – 13 de abril de 1955
- Flower Terrace – 15 de noviembre de 1956
- The Death of Daiyu (Back To Heaven) – 18 de mayo de 1956
- The Phoenix Returns Home – 6 de junio de 1956
- Tiger Wang Snatches His Bride – 11 de mayo de 1956
- Lady Red-Broom – 11 de febrero de 1956
- Dream of the Red Chamber – 22 de noviembre de 1956
- An'an Searches For His Mother – 20 de diciembre de 1956
- Lianli Gives Birth To Han Qi – 22 de mayo de 1956
- Nazha Creates Havoc in the East Sea – 21 de febrero de 1956
- Wang Zhaojun – 26 de abril de 1956
- Judge Bao's Night Trial of Guo Huai – 2 de diciembre de 1956
- Madam Zhou Cheng in Search of Her Husband – 13 de diciembre de 1956
- 8 Immortals in Jiangnan (8 Immortals Cross The Sea) – 24 de mayo de 1957
- Monk Ji Gong – 4 de abril de 1957
- Peach Blossom Weeps Blood – 6 de junio de 1957
- Third Madam Teaches Her Son – 2 de octubre de 1957
- Xiaofeng – 5 de noviembre de 1957
- Mulian Saves His Mother – 3 de noviembre de 1957
- Love Mismatched – 14 de febrero de 1957
- Strange Tales of an Empty Chest – 6 de mayo de 1957
- Burning of Red Lotus Temple – 1 de febrero de 1957
- Meeting on the Magpies Bridge – 21 de septiembre de 1957
- Burning of Red Lotus Temple, The Sequel – 2 de febrero de 1957
- True And False Romance – 12 de octubre de 1957
- The Battle Between Red Kid & Monkey King – 18 de enero de 1957
- Xuemei Misses Her Husband – 26 de febrero de 1958
- Choosing A Son-In-Law – 17 de septiembre de 1958
- Lu Mengzheng Wins The Bride's Embroidered Ball – 8 de mayo de 1958
- Mr. Wang Marries His Daughter To Hong Kong – 22 de noviembre de 1958
- Hot Lady – 19 de mayo de 1958
- Discarded Body in a Bathroom – 7 de agosto de 1958
- Shrews From Afar – 5 de junio de 1958
- Marry into Your Own Class – 4 de abril de 1958
- Harmony Between The In-Laws – 3 de julio de 1958
- Teddy Girls – 30 de octubre de 1958
- The True Story of Mazhu – 1 de enero de 1958
- Crossroads – 24 de septiembre de 1958
- Burning of Red Lotus Temple Part 3 – 14 de enero de 1959
- Burning of Red Lotus Temple Part 4 – 17 de enero de 1959
- Queen of Folk Songs – 17 de abril de 1959
- Miss Jinfeng – 28 de marzo de 1959
- I Love Young Men – 17 de junio de 1959
- Suffer for My Wife – 8 de septiembre de 1959
- Brother Wang And Brother Liu – 1959
- Miss Singapore – 3 de septiembre de 1959
- He Has Taken Her For Another – 4 de septiembre de 1959
- Miss Cuicui – 7 de febrero de 1959
- Phony Phoenixes – 31 de julio de 1959
- Mr. Wang Throws A Birthday Party – 3 de abril de 1959
- A Perfect Match – 11 de marzo de 1959
- Who Is Not Amorous? – 21 de febrero de 1959
- The Love of a Pedicab Driver – 16 de enero de 1959
- Who Is The Murderer? – 16 de abril de 1959
- A Girl in Love – 27 de marzo de 1959
- True Love – 14 de enero de 1959
- The Maiden Catches The Culprit – 24 de diciembre de 1959
- Mr. Wang's New Year – 21 de febrero de 1959
- Liu Hai Meets Fairy – 1961
- Little Wild Cat (Xiao Ye Mao) – date of release unknown
- Long Feng Pei – date of release unknown
- Secret Swordswoman (Shen Mi Nu Xia) – date of release unknown
- Zai Jia Xin Niang – date of release unknown
- Fan Li Hua – date of release unknown

### Películas cantonesas
- Seven Daughters of Tsoi – 21 de febrero de 1962
- The Grandest of All Families – 13 de febrero de 1962
- The Little Happy Star – 9 de febrero de 1962
- Renegade (The Criminals) – 19 de abril de 1963
- Cantonese Opera: Fu Gwai Wing Wah Tai Yat Ka (with Yam Kim Fai) – date of release unknown

### Shaw Brothers Studio

#### Doblajes de ópera Huangmei
- Dream of the Red Chamber – 2 de agosto de 1962 (RR – 2004)
- Return of the Phoenix – 24 de julio de 1963 (RR – 2007)
- The Adulteress (Xiao Bai Cai) – 8 de agosto de 1963 (RR – 2006)
- The Lotus Lamp – 8 de julio de 1965 (RR – 2004)
- The Pearl Phoenix – 4 de febrero de 1967 (RR – 2003)

#### Huangmei opera films
- Hung Niang – 1962 (no publicado; véase el último párrafo de la biografía)
- The Love Eterne – 3 de abril de 1963 (RR – 2003)
- A Maid From Heaven (Seven Fairies) – 11 de diciembre de 1963 (RR – 2004)
- Lady General Hua Mu-lan – 18 de junio de 1964 (RR – 2004)
- The Crimson Palm – 28 de octubre de 1964 (RR-2007)
- The Female Prince – 10 de diciembre de 1964 (RR – 2006)
- Inside The Forbidden City – 16 de octubre de 1965 (RR – 2003)
- The Grand Substitution – 15 de abril de 1965 (RR – 2003)
- The Mermaid – 29 de enero de 1965 (RR – 2005)
- The West Chamber – 10 de octubre de 1965 (RR – 2004)
- Dawn Will Come – 2 de marzo de 1966
- The Perfumed Arrow – 23 de noviembre de 1966
- The Mirror and the Lichee – 9 de noviembre de 1967 (RR – 2006)
- Forever And Ever – 20 de enero de 1968
- The Three Smiles – 24 de septiembre de 1969 (RR – 2003)

#### Películas de wuxia/artes marciales
- Temple of the Red Lotus – 1 de octubre de 1965 (RR – 2003)
- The Twin Swords – 1965 (RR – Mar 2007)
- Sword and the Lute – 21 de abril de 1967 (RR – 2006)
- Duel for Gold – 16 de noviembre de 1971 (RR – Dec 2006)
- The Mighty One – 1972 (RR – July 2006)
- The Crimson Charm – 16 de julio de 1971 (RR – 2005)
- The 14 Amazons – 27 de julio de 1972 (RR – 2006)
- Finger of Doom – 14 de abril de 1972 (RR – 2005)
- Flight Man (The Daredevil) – 1972
- Unarmed Combat – 1972, incomplete

#### Películas contemporáneas
- Between Tears and Smiles – 18 de enero de 1964 (RR – 2005)
- Vermilion Door – 26 de agosto de 1965 (RR – 2003)
- The Mating Season (Guest Star) – 1966
- Song of Tomorrow – 12 de octubre de 1967 (RR – 2005)
- Too Late For Love – 29 de marzo de 1967 (RR – 2003)
- Raw Passions – 4 de septiembre de 1969 (RR – 2005)
- The Younger Generation – 12 de marzo de 1970 (RR – 2003)
- A Cause To Kill – 15 de enero de 1970 (RR – 2004)
- The Silent Love – 2 de abril de 1971 (RR – 2003)
- It's All in the Family – 1974 (RR – 2006)

#### Películas de drama histórico
- Empress Dowager – 21 de marzo de 1975 (RR – 2003)
- The Last Tempest – 21 de febrero de 1976 (RR – 2003)

### Post-Shaw Brothers

#### Películas de ópera Huangmei y producciones de televisión
- Dream of the Red Chamber – 18 de mayo de 1978 (R on LD & VCD in 1993; OUT OF PRINT)
- The Imperious Princess (Jin Hsi Yu Ye) – 25 de julio de 1980 (R on LD & VCD in 1990; OUT OF PRINT)
- Imperial Matchmaker – 1982 (R on VCD in Malaysia by Zestbase)
- Butterfly Lovers 40 – 2002 [Stage] (RR – 2003)
- The Lute (Pi Pa Ji) – TV movie release date unknown (RR on DVD in Taiwan without English subs)

Notas:
1. The Dream of the Red Chamber y The Imperious Princess han sido remasterizadas por Warner Bros y proyectadas en Celestial Channel. Ambas copias remasterizadas tienen la relación de aspecto correcta de 2,35:1 con subtítulos en inglés.
2. Imperial Matchmaker supuso el único emparejamiento en el cine de dos famosos imitadores masculinos: Ivy Ling Po y Yang Lihua.
3. The Imperious Princess supuso el último doblaje huangmei de Ivy Ling Po & Tsin Ting juntos en una película. juntos en una película. Tsin Ting aparece como Kwok Tsin Ting en los créditos.

#### Películas de Wuxia/artes marciales
- The Chinese Amazons (Women Soldiers) – 11 de febrero de 1975 (R on Tai Seng VHS in USA; OUT OF PRINT)
- The Prominent Eunuch Chen Ho – 18 de octubre de 1977 (R on LD & VCD; OUT OF PRINT)
- A Rescue From Hades (Mulian Saves His Mother) – release date unknown
- 15 Female Warriors of the Sa Family – 1981
- Long Nuu Xin Fan (Dragon Girl Descends From Heaven) – 1982
- New Pilgrims to the West – 1986
- Liu Zhu Hui Nen Zuan (Legend of Liu Zhu Hui Nen Buddha) – 1987
- Golden Swallow – 16 de diciembre de 1987 (RR – 2002)

Notas:
1. The Prominent Eunuch Chen Ho fue retítulada The Great Chase para su lanzamiento en LaserDisc y VCD. La versión en LaserDisc incluye una banda sonora en inglés que no está disponible en VCD.
2. Ivy Ling Po tiene cameos en A Rescue From Hades y New Pilgrims to the West como Guan Yin, la diosa de la misericordia.
3. A Rescue From Hades se ha remasterizado en la relación de aspecto correcta de 2,35:1 con subtítulos en inglés y se ha proyectado en Celestial Channel.
4. 15 Female Warriors of the Sa Family reúne a Ivy Ling Po con las ex estrellas de Shaw Ching Li y Chiao Chiao. Esta película también cuenta con Kue Ya Lei como la hermana mayor, Tang Lan Hua y Han Hsiang Chin. El villano es Chen Hsing.

#### Películas dramáticas
- Father, Husband, Son – 1974
- Crossroad – 1976
- Mother – 1982 (R on Tai Seng VHS in USA dubbed in Cantonese)
- The Lost Generation (chino: 風水二十年; pinyin: fēngshuǐ èrshí nián) – 1983

Notas:
1. Crossroad ha sido remasterizada por Warner Bros en la relación de aspecto correcta de 2.35:1 con subtítulos en inglés y proyectada en el canal Celestial.

1. The Lost Generation recaudó HK$1.548M y fue protagonizada por Chen Chen, Ivy Ling Po, Betty Ting Pei, Paul Chang Chung, Kwan Shan, Jenny Tseng, Chin Han (esposo de Ivy), Yi Lei, Roy Chiao, Rosemund Kwan, Sibelle Hu, Kue Ya Lei, Chen Kuan Tai, [Ke Chun Hsiung y Ching Miao entre otras estrellas. Escrita y dirigida por Liu Chia Chang.

#### Televisión
- Eight Thousand Li of Cloud and Moon
- 7 Lives Becoming Couple (Qi Shi Fu Qi) – 16 de abril de 1972
- Spring in Jiangnan – 1980
- Wu Tu Wu Ming – 1981
- Chang Lang Qi Tan – 1982
- Man Feng He Ming – 13 de febrero de 1983
- Qin Gui He Chu – 1984
- Fan Pu – 1986
- Ta Men De Gu Shi – 1986
- Jui Gan Pao Tiao Peng – 1986
- Jin Fen Wang Chao – 1986
- Qin Suo – 1986

## Vida personal
Ivy Ling Po está casada con Chin Han. Entre sus hijos se encuentra el director de cine Kenneth Bi.